# Fridolin Ambongo Besungu
Fridolin Ambongo Besungu OFMCap (nascut el 24 de gener de 1960) és un prelat congolès de l'Església catòlica. Ha estat arquebisbe de Kinshasa des del seu nomenament l'1 de novembre de 2018. Ha estat bisbe des de 2004 i abans de convertir-se en arquebisbe de Kinshasa va ser bisbe de Bokungu-Ikela de 2004 a 2016, administrador apostòlic de Kole de 2008 a 2015, administrador apostòlic de Mbandaka-Bikoro el 2016 i arquebisbe del 2016 al 2018, administrador apostòlic de Bokungu-Ikela del 2016 al 2018 i arquebisbe coadjutor de Kinshasa el 2018.
Va exercir com a rector i com a professor abans de la seva carrera episcopal, i d'ençà que és bisbe ha estat una veu destacada entre els seus congressistes per la pau nacional.
El papa Francesc el va elevar al rang de cardenal el 5 d'octubre de 2019.

## Educació i sacerdoci
Fridolin Ambongo Besungu va néixer a Boto el 24 de gener de 1960 i es va preparar per al sacerdoci estudiant filosofia a Bwamanda i teologia de 1984 a 1988 a l'Institut Saint Eugène de Mazenod. També va ingressar a l'orde dels Frares Menors Caputxins on va fer els seus vots inicials el 1981 i la seva professió perpètua el 1987. Més tard va obtenir una llicenciatura en estudis teològics morals per l'Acadèmia Alfonsiana de Roma.
Ambongo va ser ordenat prevere el 14 d'agost de 1988 després de completar la seva educació. Va treballar com a rector a Bobito des del 1988 fins al 1989 i després com a professor a les Facultats Catòliques de Kinshasa. Va ensenyar teologia moral a l'Institut Mazenod de 1995 a 2005. També va servir com a superior major i viceprovincial de la seva ordre per a la viceprovíncia del Congo.

## Bisbe
El papa Joan Pau II el va nomenar bisbe de Bokungu-Ikela el 22 de novembre de 2004. Va rebre la seva consagració episcopal el 6 de març de 2005 de mans de Joseph Kumuondala Mbimba amb els co-consagradors Giovanni d'Aniello i el cardenal Frédéric Etsou-Nzabi-Bamungwabi a una missa a l'aire lliure davant la catedral de Bokungu. El 30 d'octubre de 2008, el papa Benet XVI el va nomenar administrador apostòlic de Kole, càrrec que va ocupar fins al 9 d'agost de 2015. Va fer la seva primera visita "ad limina" a Francesc el 12 de setembre de 2014.

## Arquebisbe
El papa Francesc el va nomenar primer administrador apostòlic de Mbandaka-Bikoro el 5 de març de 2016 i després arquebisbe d'aquesta seu el 12 de novembre, tot conservant la responsabilitat de Bokungu-Ikela com a administrador apostòlic. Va ser instal·lat a la seva nova seu l'11 de desembre de 2016.
El 2016-2018 va denunciar els intents repetits del president del Congo, Joseph Kabila, de retrocedir les eleccions al Congo, creient que establien un precedent alarmant i demostrant la manca de voluntat del president de renunciar al poder. Va defensar aquells catòlics que van organitzar manifestacions prodemocràtiques que van obtenir respostes violentes de les forces policials. Després d'aquests enfrontaments violents, va signar un comunicat en nom dels bisbes en què afirmava que els prelats "deploraven l'atac a la vida humana" mentre donaven el seu condol a les famílies de "víctimes innocents" assassinades en els enfrontaments. El comunicat també demana una "investigació seriosa i objectiva" per determinar els responsables de la violència extrema. Ambongo s'oposà a la candidatura de Kabila per un altre mandat com a president. Ambongo va dirigir més tard una missió de bisbes a Lusaka, Zàmbia, per reunir-se amb el president de Zàmbia, Edgar Lungu, per instar-lo a donar suport a la celebració d'eleccions pacífiques a la RDC el desembre de 2018. En el seu missatge a Lungu, els bisbes van instar el suport a unes "eleccions creïbles, transparents, inclusives i pacífiques" per resoldre "la crisi sociopolítica" que pateix la nació. Ambongo també va celebrar una missa a Zàmbia el 9 de setembre de 2018 incitant els zambians a no perdre mai la pau a la seva nació.
El 30 de maig de 2018, Ambongo va emetre un comunicat a Mbdanka-Bikoro anunciant que hi hauria una suspensió d'aquells sagraments que requereixen contacte físic per administrar-los a causa d'un brot d'ebola a la zona. Va dir que "això és per evitar la propagació de la febre hemorràgica per l'Ebola". També va aconsellar donar el signe de la pau verbalment més que no pas físicament.
Ambongo condemna l'explotació dels recursos naturals i creu que les renovables ajudaran a pal·liar l'impacte del canvi climàtic al món. En una entrevista del 4 de març de 2015 a Roma, Ambongo va dir que "el futur és aquesta energia renovable, és a dir, els panells solars" per tal de reduir el canvi climàtic, destacant els panells solars com un esforç per passar gradualment a les renovables. Va continuar que "nosaltres, com a Església, no ens oposem a l'exploració dels recursos naturals", encara que va afirmar que aquesta exploració havia de ser legal i transparent. Ambongo també va col·laborar amb el cardenal Christoph Schönborn per assegurar una reunió entre els ministres de medi ambient alemany i del Congo per discutir què podrien fer els països per millorar la qualitat del medi ambient a les seves nacions respectives.
El març de 2015 va informar que ha rebut amenaces de mort: "Sóc una persona en perill al Congo". Amb una rialla nerviosa, va dir a una ràdio francesa: "Estic en perill. Això és cert.
El juny de 2016 va ser elegit vicepresident de la Conferència Episcopal del Congo (CENCO).
El 6 de febrer de 2018, el papa Francesc va nomenar Ambongo coadjutor de l'arxidiòcesi de Kinshasa, per succeir al cardenal Laurent Monsengwo Pasinya després de la seva dimissió. Va ser presentat a l'arxidiòcesi com a coadjutor l'11 de març de 2018. Va esdevenir arquebisbe quan Francesc va acceptar la renúncia de Pasinya l'1 de novembre de 2018.Hi va ser instal·lat el 25 de novembre de 2018.
El 5 d'octubre de 2019, el papa Francesc el va nomenar cardenal prevere de San Gabriele Arcangelo all'Acqua Traversa. Va ser nomenat membre de la Congregació per als Instituts de Vida Consagrada i Societats de Vida Apostòlica el 21 de febrer de 2020. El 15 d'octubre de 2020, el papa Francesc el va nomenar membre del Consell de Cardenals Assessors.
L'abril de 2024, el fiscal general del Tribunal de Cassació de Kinshasa va ordenar l'obertura d'una investigació judicial contra Fridolin Ambongo Besungu. Fridolin Ambongo Besungu està acusat de declaracions sedicioses que constitueixen "rumors falsos, incitació a la revolta de la població i atacs contra vides humanes".